# Paulina Pouchkarouk
Paulina Pouchkarouk est une actrice russe.

## Biographie
En 2013, elle fut diplômée de l'Académie russe des arts du théâtre dans la classe de Sergey Zhenovach (en). La même année, elle fut engagée au théâtre Art Studio (ru) de Moscou.

## Filmographie sélective

### Cinéma
- 2014 : Je ne reviendrai pas d'Ilmar Raag
- 2014 : Coup de soleil de Nikita Mikhalkov
- 2015 : L'Invité de Denis Rodimine
- 2019 : La Vié éternelle d'Alexandre Christoforos (ru) d'Evgueni Chéliakine (ru)
- 2020 : Comme neuf (en) d'Evgueni Chéliakine (ru)
- 2022 : Odnazhdy v pustyne d'Andreï Kravtchouk

### Télévision
- 2012 : Zhizn i sudba (es) (Vie et destin)
- 2014 : Inkvizitor (L'Inquisiteur)
- 2015 : Molodaya gvardiya (ru) (La Jeune garde)
- 2015 : Tikhiy Don (ru)
- 2017 : Filfak
- 2018 : Opération Satan (ru)